# Charinus milloti
Espèce
Charinus milloti est une espèce d'amblypyges de la famille des Charinidae.

## Distribution
Cette espèce est endémique de Guinée. Elle se rencontre dans les grottes de Dalaba et de Tinca.

## Description
Le mâle holotype mesure 12 mm et la femelle 14 mm.
La carapace du mâle décrit par Miranda, Giupponi, Prendini et Scharff en 2021 mesure 3,92 mm de long sur 6,32 mm.

## Étymologie
Cette espèce est nommée en l'honneur de Jacques Millot.

## Publication originale
- Fage, 1939 : « Les Pedipalpes Africains du genre Charinus À propos d'une espèce nouvelle du Fouta-Djalon: Charinus Milloti, n. sp. » Bulletin de la Société Entomologique de France, vol. 44, p. 153-160.